# Luo Xiaojuan
Luo Xiaojuan (em chinês: 骆晓娟, pinyin: Luò Xiǎojuān; Yancheng, 12 de junho de 1984) é um esgrimista chinesa de espada que conquistou uma medalha de ouro no evento por equipes dos Jogos Olímpicos de Verão de 2012, em Londres.
Ela também conquistou três medalhas nos eventos por equipes em campeonato mundiais, sendo um ouro em Turim e duas pratas (Catânia e Budapeste). Além das conquistas mundiais, Xiaojuan tem três medalhas em Jogos Asiáticos (dois ouros e uma prata), quatro em campeonatos asiáticos (três prata e um bronze) e três em copas do mundo (um ouro, uma prata e um bronze).

## Carreira

### Jogos Olímpicos
Nos Jogos Olímpicos, Xiaojuan participou dos jogos de Londres, em 2012. Na ocasião, disputou o evento individual de espada, classificando-se diretamente para a segunda rodada quando foi eliminada pela tunisiana Sarra Besbes por 15–9. Ela também integrou a equipe campeã olímpica da China no evento por equipes, participando das quartas de final e semifinais contra a Alemanha e Rússia, respectivamente. No entanto, ela não participou da decisão contra a Coreia do Sul.

### Campeonato Mundial
Em campeonato mundiais, Xiaojuan conquistou três medalhas nos eventos por equipes, sendo uma de ouro e duas de prata. No mundial de 2006, ela fez parte da equipe da China que derrotou na decisão a França. Cinco anos depois, no mundial de Catânia, voltou a disputar uma decisão com a equipe nacional, sendo derrotada pela Romênia. No mundial de Budapeste, a China foi novamente derrotada na decisão, desta vez para a Rússia.

### Jogos Asiáticos
Em Jogos Asiáticos, Xiaojuan tem três medalhas: a primeira foi uma medalha de ouro no evento por equipes dos Jogos Asiáticos de 2006, quando derrotaram as sul-coreanas. Quatro anos depois, conquistou mais uma medalha de ouro, desta vez no evento individual dos Jogos Asiáticos de 2010. Na mesma edição, conquistou uma prata com a equipe nacional.

## Conquistas
- Jogos Olímpicos:
  -  Espada por equipes: 2012
- Campeonatos mundiais:
  -  Espada por equipes: 2006
  -  Espada por equipes: 2011
  -  Espada por equipes: 2013
- Jogos Asiáticos:
  -  Espada por equipes: 2006
  -  Espada individual: 2011
  -  Espada por equipes: 2011